# GATE Crasher
GATE Crasher je brněnská rocková kapela. Má za sebou přes 500 odehraných koncertů, účastní se letních festivalů (Masters of Rock, Rock Heart, Benátská!, Rock for People, TopFest) a absolvovali společná turné s populárními interprety (Traktor, Harlej, Die Happy, Wohnout, Doga). V roce 2018 uskutečnili jarní turné s kapelou Traktor k výběrové desce „10 LET“ a následně svoji show přivezli v rámci #desetkrat tour na téměř 30 letních festivalů. V roce 2022 vydávají jejich doposud nejúspěšnější píseň „Jako Vlci” jenž se následně objevuje na albu „Pro tohle my žijem” o dva roky později. Na stejném albu se nachází i cover písně „Tři kříže” ke kterému vyšel klip který je do dnes nejsledovanější. 
GATE Crasher mají doposud více než 14 oficiálních videoklipů a vydali šest studiových alb:
- Chocolate Rabbit (2006)
- Recycled (2010)
- Bitterfly (2012)
- #nevynechas (2016)
- Mrazení (2019)
- Pro tohle my žijem (2024)

Také vydali jednu výběrovou desku 10 LET.